# Degenerativ sjukdom
En degenerativ sjukdom är en sjukdom där funktionen nedsätts/upphör i celler, vävnader eller organ och inte kan återkomma naturligt.
Exempelsjukdomar är Demenssjukdomar, ALS, Parkinsons sjukdom med mera.